# 長原前站

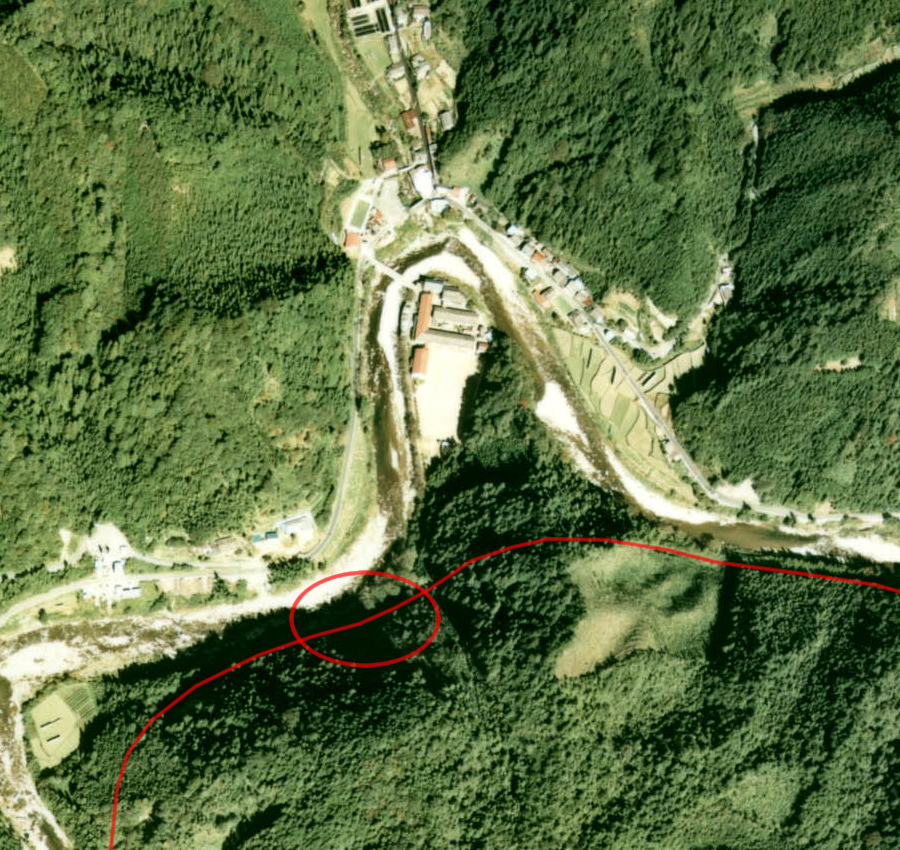
在1977年的長原前站遺址與周邊地方。紅色圓圈的地方是車站遺址附近。紅線是田口線的廢線遺跡。

長原前站（日语：／ Nagaramae eki */?）是位於愛知縣北設樂郡設樂町清崎，豐橋鐵道田口線的鐵路車站（廢站）。

## 歷史
長原前站在1950年（昭和25年）10月1日由田口鐵道開設。
田口鐵道是連接現時JR飯田線本長篠站與北設樂郡設樂町之間的鐵路。而長原前站是在第二期線，即三河海老站至清崎站之間開通時還未啟用，在開通後約20年才啟用。
車站位於豐川（寒狹川）左岸的設樂町清崎。而車站名稱「長原」是取自對面岸田峯的一個地名（設樂町田峯字長原）。於車站附近的清崎字釜淵設有町立清嶺中學（1949年成立，2001年關校）。
在1956年（昭和31年）10月1日，田口鐵道合併至豐橋鐵道後，此站成為豐橋鐵道田口線的車站。在合併8年後的1964年（昭和39年），隨著豐橋鐵道的赤字愈來愈嚴重，因此決定廢除田口線。田口線在1968年（昭和43年）9月1日廢除。但是在該日之前的8月29日，由於受到颱風（颱風10號）吹襲，使田峰站至清崎站之間的路軌由於受損而不能通行，包含長原前站在內，三河海老站以北區間率先終止營業。

## 車站構造
此站是地面車站，設有1面1線的單式月台，不可進行列車交會。此站沒有職員當值，為一座無人車站。

## 使用狀況
在1957年度，乘車人次為19,000人（平均1日53人），當中約四成（7,000人）為定期票的乘客。在田口線11座車站中，為第二少人使用的車站，僅次於三河大草站。另一方面，此站沒有貨運業務。

## 相鄰車站
豐橋鐵道
田口線
田峰－長原前－清崎

## 注腳
1. 1 2  《日本鐵道旅行地圖帳》7號，p.37-38
2. 1 2  《鳳來町誌》田口鐵道史編，p.64
3. ↑  《鳳來町誌》田口鐵道史編，p.58-59
4. ↑  《設樂町誌》教育·文化編，p.80,130
5. ↑  《鳳來町誌》田口鐵道史編，p.152
6. ↑  《鳳來町誌》田口鐵道史編，p.161-162
7. ↑  《鳳來町誌》田口鐵道史編，p.186
8. ↑  白井良和. . 鐵道畫刊 (鐵道圖書刊行會). 1986-03, (461): 59 （日语）.
9. ↑  《圖錄》，p.8
10. 1 2  《愛知縣統計年鑑》昭和34年版，p.386

## 相關項目
- 日本鐵路車站列表 Na